# Фестиваль Fantasporto 1981 года
I Фестиваль фантастических фильмов в Порто (Португалия) – (Festival Internacional de Cinema do Porto - Mostra de Cinema Fantástico) проходил в 1981 году по инициативе издателей популярного журнала о португальском и мировом кинематографе «Cinema Nuovo». 
Первый португальский смотр фантастического кино планировался как ретроспектива жанрового кино (кинофантастики, фэнтэзи, мистических триллеров), совмещенная с показом относительно новых лент («Флэш Гордон», «Вторжение  похитителей тел» или «Носферату — призрак ночи»),  и не предусматривал конкурсного отбора. 
Классика был отобрана тоже со вкусом: имена Феллини, Бергмана и Тарковского редко встретишь на одном фестивале, да еще жанрового кино!

## Программа  фестиваля
В числе представленных в официальной программе лент были: 
- «Желтая подводная лодка» (Yellow Submarine), Великобритания, 1968, режиссёр   Джордж Даннинг
- «Флэш Гордон»  (Flash Gordon), США, Великобритания, 1980, режиссёр Говард Зейн
- «Призрак рая» (Phantom of Paradise), США, 1974, режиссёр Брайан де Пальма
- «Вечерние посетители» (Les Visiteurs du Soir), Франция, 1942, режиссёр Марсель Карне
- « Князь Тьмы» (Dracula, Prince of Darkness), Великобритания,  1966, режиссёр Теренс Фишер
- «Три шага в бреду» (Tre Passi Nell Delirio aka Histoires Extraordinaires), Франция, Италия, 1967, режиссёры: Луи Маль, Федерико Феллини, Роже Вадим
- «Пикник у Висячей скалы» (Picnic in Hanging Rock), Австралия, 1975, режиссёр Питер Уир
- «А теперь не смотри» (Don’t Look Now), Великобритания, Италия, 1973, режиссёр Никлас Роуг
- «Носферату — призрак ночи » (Nosferatu: Phantom Der Nacht), ФРГ, 1978, режиссёр Вернер Херцог
- «Молодой Франкенштейн» (Frankenstein Junior), США,  1974, режиссёр Мел Брукс
- «Птицы» (The Birds), США, 1960, режиссёр Альфред Хичкок
- «Вторжение  похитителей тел» (Invasion of the Body Snatchers), США, 1978, режиссёр Филип Кауфман
- «Кэрри» (Carrie) , США, 1976, режиссёр Брайан де Пальма
- «Час волка» (Vargtimmen ака  Hour of the Wolf), Швеция, 1968, режиссёр Ингмар Бергман
- «Солярис », СССР, 1972, режиссёр Андрей Тарковский
- «Мерзость»  (Shivers), Канада, 1975, режиссёр Дэвид Кроненберг
- «Бесстрашные убийцы вампиров» (The Fearless Vampire Killers), Великобритания, 1967, режиссёр Роман Полански